# Palissery
Palissery é uma vila no distrito de Thrissur, no estado indiano de Kerala.

## Demografia
Segundo o censo de 2001, Palissery tinha uma população de 7950 habitantes. Os indivíduos do sexo masculino constituem 48% da população e os do sexo feminino 52%. Palissery tem uma taxa de literacia de 84%, superior à média nacional de 59,5%: a literacia no sexo masculino é de 86% e no sexo feminino é de 82%. Em Palissery, 11% da população está abaixo dos 6 anos de idade.